# Kutlugh Shah Noyan
Kutlugh Shah Noyan (? - 1307) fou un emir mongol al servei dels il-kànides de Pèrsia, membre de la tribu Mangit i descendent d'un general de Genguis Kan de nom Jedei Noyan. Va tenir actuació en els regnats de Ghazan i Oldjeitu (que van entre 1295 i 1316).
El 1289 el general oirat Nawruz es va rebel·lar al Khorasan i es va aliar a Qaidu (o Kaidu) kan dels kanats d'Ogodei i Txagatai. Ghazan va defensar la frontera. Quan Arghun fou assassinat el 1291, els atacs de Nawruz i la fam a Nixapur i a tot el Khurasan li van impedir reclamar el tron. Gaykhatu fou proclamat il-kan (22 de juliol de 1291). La primavera del 1293, Ghazan va rebre l'orde de restar al seu lloc, va deixar l'exèrcit de Khorasan a les ordes de Kutlugh Shah per anar a trobar a la princesa Kökechin que s'havia de casar amb Arghun, però havent mort aquest, Gaykhatu la va casar amb Ghazan i fou la seva muller principal. Ghazan era a Tabriz quan Gaykhatu li va ordenar retornar a Khorasan i en el camí de tornada va saber que Kutlugh havia derrotat a Nawruz que s'havia retirat a les muntanyes al nord de Nixapur. El 1294 Nawruz es va enfrontar a Baidu (després kan) i el va atacar més enllà del Amudarià (Oxus), sense èxit, havent de replegar-se a Herat. Des d'allí va marxar a assetjar Nixapur, però fou traït per un dels seus lloctinents i sota consell de la seva dona es va rendir, va demanar clemència a Ghazan i va passar al seu servei. Ghazan va anar cap a Merv per trobar a Nawruz.
El 1295, Ghazan va saber la mort de Ghaykhatu i que Baidu havia assolit el poder. Llavors va cridar a Nawruz i el va nomenar governador del Khorasan amb plens poders, i va marxar cap a Tabriz. Baidu va enviar un exèrcit per barrar-li el pas i el 19 de maig de 1295 els dos bàndols es van trobar a l'oest del Sefi Rud; a l'exèrcit de Ghazan hi havia Nawruz i Kutlugh Shah, aquest darrer manava l'ala dreta i va carregar contra l'enemic sense esperar ordes; un dels generals de Baidu va morir durant aquesta càrrega i un emissari de Baidu va sortir dels rangs per postrar-se davant Ghazan i proposar-li un repartiment del poder. Nawruz recomanava seguir la lluita però Ghazan va preferir negociar. L'endemà Baidu era acceptat com a Il-kan i al seu torn prometia acceptar a Ghazan. Cadascun es va retirar al seu camp. Dos intents de trobada no van tenir èxit i Ghazan es va retirar al peu de la muntanya Damavand. Per consell de Nawruz, Ghazan es va convertir a l'islam el 19 de juny de 1295 i els seus oficials i soldats van seguir el seu exemple. L'agost Ghazan va rebre un missatge secret d'alguns general de Baidu, entre els quals Coban, que li asseguraven el seu suport. Nawruz va marxar amb quatre mil homes però de manera que la seva sortida no es va saber fins que ja era a la vora del Sefid Rud. A finals de setembre un general de la guàrdia va advertir a Baidu que Nawruz s'acostava. Baidu va ordenar lliurar combat però a la nit els seus generals van canviar de bàndol. Baidu abandonat va fugir cap a Marand. En la persecució diversos desertors es van unir a l'exèrcit de Ghazan. A Marand, Ghazan va esperar la tornada de Nawruz i Kutlugh Shah que havien seguit cap a l'Araxes en persecució de Baidu i el van atrapar prop de Naxçıvan, sent fet presoner. Baidu va demanar ser conduït davant Ghazan, però aquest va donar orde d'executar-lo i el 5 d'octubre Baidu, després d'un banquet, era executat prop de Maragha. Ghazan també va fer executar a altres dignataris. Nawruz i Kutlugh van retornar de la seva expedició el 12 d'octubre i el presoners que havien fet foren executats el dia 15, sembla que per insistència de Nawruz que es volia revenjar d'alguns d'ells. A la tardor Ghazan va marxar a la seva residència d'hivern a Mughan i Nawruz va rebre tots els honors i va imposar la seva voluntat d'islamitzar l'estat; va fer canviar els encapçalaments dels missatges per incloure la fórmula ritual en nom de Déu; la forma quadrada del segell reial va passar a ser circular, i les monedes portaren en endavant la professió de fe musulmana. El diumenge 3 de novembre de 1295 Ghazan era oficialment entronitzat i agafava el nom de sultà Mahmud
El desembre de 1296, el Khorasan, desguarnit de les seves tropes, fou amenaçat altre cop des de Transoxiana. Nawruz fou encarregat d'anar a la regió i a la seva arribada l'exèrcit que acabava de devastar Khorasan i Mazanderan es va retirar a l'altre costat de l'Oxus. Mentre Ghazan va establir la seva cort a Bagdad. El 10 de març de 1297 Ghazan va anar a Hamadan. Abans del triomf del kan, Nawruz havia escrit al sultà mameluc demanant el seu suport, en nom de la religió, contra Baidu, príncep pagà. La resposta del sultà mameluc va arribar quan Ghazan ja era al tron i els enemics de Nawruz van fer córrer el rumor que estava aliat amb l'enemic mameluc. Ghazan, en còlera, va fer matar tots els parents de Nawruz i va enviar a Kutlugh Shah al Khorasan per arrestar-lo. Kutlugh va arribar a Damawand els generals posats a Rayy ja havien estat executats, Nawruz va sortir de Nixapur per atacar l'avantguarda de Kutlugh, però tot i disposar de forces superiors en nombre fou derrotat. Els seus dos fills foren fets presoners i executats. Quan Nawruz es va acostar a Herat, el sobirà kart de la regió, Fakhr al-Din, el va acollir. Nawruz va entrar a Herat amb 400 homes i en companyia de Fakhr al-Din es va establir a la ciutadella. Poc després arribava Kutlugh que va assetjar la ciutat; Herat, ben fortificada, va resistir. Kutkugh va escriure una carta al gran muftí de Djam, sogre de Fakhr al-Din, en el qual amenaçava de destruir Herat si no entregava a Nawruz; Ghazan va fer enviar una còpia de la carta al mateix Nawruz per sembrar el dubte sobre si podia tenir confiança amb Fakhr al-Din; aquest, efectivament, pensant que tard o d'hora la ciutat seria conquerida i considerant que Nawruz havia violat el jurament de no aixecar mai les armes contra Ghazan, va decidir l'entrega del seu aliat. Fakhr al-Din va avisar Kutlugh Shah que havia arrestat Nawruz i li va demanar que a canvi de la seva entrega, obtingués la seguretat que ell mateix seria perdonat per Ghazan. Ja en mans de Kutlugh, Nawruz fou interrogat però no va voler respondre i finalment fou tirat a terra i tallat en dues parts per la meitat. El seu cap fou enviat a Ghazan a Bagdad. Kutlugh Shah va aixecar el camp i va tornar a l'Iraq.
El primer de novembre de 1297 Ghazan va agafar el turbant i fou seguit per tots els dignataris. El dia 7 va sortir de Tabriz, o es trobava, per anar a passar l'hivern a l'Arran com tenia per costum. Llavors es va assabentar que el rei de Geòrgia David VIII, que havia pujat al tron el 1293, s'havia revoltat, i va enviar a Kutlugh Shah per reprimir aquest moviment. Kutlugh va sufocar la rebel·lió (1298) i va retornar a la cort del kan. Anava acompanyat del germà del rei georgià Giorgi al que el kan va decidir nomenar rei el 1299.
A la tornada a la cort, Kutlugh Shah va acusar al visir Sadr al-Din de portar malament les finances. El visir en resposta va fer circular el rumor que Kutlugh havia arruïnat Geòrgia. El 30 d'abril de 1298 el visir fou interrogar per establir si havia estat ell el que havia fer córrer el rumor. El dia 22 de maig el visir era executat pel mateix sistema de tallar-lo per la meitat.
El 1298 el sultà seljúcida de Rum, Giyath al-Din Masud II va arribar a Tabriz per demanar ajut contra les tribus turcmanes instal·lades a Anatòlia, però el kan Ghazan va destituir a Masud II, segons es diu per les queixes d'un cap turcman, el pare del qual havia estat executat per orde del sultà, o bé més probablement per haver donat suport a Baidu, i va reconèixer a Ala al-Din Kaykubad III. Masud es va retirar a Armènia. El general Sulamish, cap militar mongol d'Anatòlia i besnet del noyan Baidju (conqueridor d'Anatòlia el 1243), va aprofitar l'hivern rigorós de 1298 a 1299 que bloquejava les comunicacions, per fer-se independent, fent córrer el rumor que Ghazan havia estat deposat; el rebel va reunir un exèrcit de 50.000 homes. Ghazan va enviar contra ell a Kutlugh Shah (març de 1299) amb un exèrcit de 30.000 homes del qual l'avantguarda anava manada per l'emir Coban. El 27 d'abril els dos exèrcits es van trobar i els generals de Sulamish el van abandonar i van mantenir la lleialtat a Ghazan; els karamànides, que li havien donat suport, van tornar al seu país. Sulamish va quedar només amb uns centenars d'homes i va haver de fugir; Sulamish havia cridat en ajut als mamelucs d'Egipte i Síria que van respondre enviant a cinc mil homes des d'Homs, cinc mil més des de Hamah i cinc mil més des d'Alep, reunits a Damasc per marxar conjuntament però al sortir es va saber de la fugida del rebel. Sulamish va trobar a aquest exèrcit, però fou enviat al Caire on va demanar una tropa per poder retornar a Anatòlia almenys per recollir la seva família, i li fou concedia. En arribar a Cilícia es va trobar amb un exèrcit armeni i mongol i es va haver de refugiar en una fortalesa que fou ocupada; Sulamish fou fet presoner i enviat a Ghazan per orde del rei Hethum II. El 27 de setembre de 1299 Sulamish fou executat en públic a Tabriz, i els seus cos cremat i les cendres dispersades.
A Geòrgia David VIII havia estat deposat pel kan Ghazan el 1299 i nomenat al seu lloc el seu germà Giorgi V, però el rei enderrocat es va resistir. Al cap d'uns mesos es van iniciar converses en les quals Kutlugh Shah va participar i va actuar com ambaixador arribant a entregar els seus propis fills com a ostatges en garantia del compliment dels acords, i David VIII tornà a pujar al tron (1299)
A la tardor del 1299, Ghazan va saber que una tropa mameluca procedent de Síria havia devastat la regió del Diyar Bakr conquerint la ciutat de Mardin on havia fet nombrosos presoners. Això va decidir al kan a intervenir a Síria. El 16 d'octubre de 1299 va sortir de Tabriz i es va dirigir a Mossul, passant l'Eufrates amb un exèrcit de 90.000 homes sota comandament de Kutlugh Shah. Ghazan va arribar a Alep el 12 de desembre però va decidir no assetjar la ciutadella; l'exèrcit va travessar camps cultivats però Ghazan va ordenar que no es donés gra per menjar als cavalls perquè les bèsties no havien de prendre el menjar dels homes. El 20 de desembre de 1299 Ghazan era davant Hamah, que tampoc va assetjar, i va instal·lar el seu campament a Salamiya. El 22 de desembre Ghazan va aconseguir una victòria sobre l'exèrcit mameluc a Wadi al-Khazandar prop d'Homs; en aquest combat Kutlugh Shah manava l'ala dreta.
El 6 de gener de 1300 Ghazan entrava a Damasc però poc després va retornar a Pèrsia deixant a Kutlugh Shah com a shinna de Damasc amb un contingent de soldats sensiblement reduït. Va estacionar 20.000 cavallers a la vall del riu Jordà per protegir Damasc, però aviat es va haver de retirar tal com explica l'autor medieval anomenat Templari de Tir:
"L'any 1300 va arribar un missatge de Ghazan, rei dels tàtars, a Xipre, dient que hi volia anar durant l'hivern i que desitjava que els francs se li unissin a Armènia (...) Amalric de Lusignan, conestable del regne de Jerusalem, va arribar al novembre (...) portant amb ell tres-cents cavallers i un nombre semblant de cavallers templaris i hospitalaris (...). Al febrer un gran almirall dels tàtars de nom Cotlesser (Kutlugh Shah), va arribar a Antioquia de l'Orontes amb 60.000 cavallers i va demanar la presència del rei d'Armènia, que hi va anar amb Guiu d'Ibelin, comte de Jaffa, i Joan, senyor de Gibelet. I quan van arribar els va dir que Ghazan tenia problemes per arribar a causa del vent i el fred pel camí. Cotlesse va assolar la terra d'Alep a La Chemelle, i després va retornar al seu país sense fer res més".
El rei David VIII de Geòrgia finalment va ser deposat el 1301 i nomenat el seu germà Vakhtang III i David es va mantenir rebel·lat a les muntanyes de Mtiulètia, i el kan no veia la manera de parar la revolta. Kutlugh va participar en les operacions militars (1301-1302).
El 1303, Ghazan va enviar un nou exèrcit d'uns 80.000 homes contra els mamelucs, sota comandament de Kutlugh Shah. L'exèrcit de Kutlug es va reunir als armenis però un contingent va patir una derrota a Arz, probablement a la muntanya libanesa (31 de març de 1303) i altre cop a la decisiva batalla de Mardj al-Suffar, prop d'al-Kiswa al sud de Damasc (21 d'abril de 1303); considerat un dels responsables dels desastres, va caure en desgràcia i fou cridat urgentment a Pèrsia on fou sotmès a un procés (yarghu) sent condemnat junt al general Coban a la bastonada pública. A l'octubre de 1303 fou enviat com a comandant de la frontera d'Arran.
El 17 de maig de 1304 va morir Ghazan, i va pujar al tron Oldjeitu, que el va rehabilitar i el 1307 el va nomenar comandant en cap del seu exèrcit i el va enviar a Gilan juntament amb l'emir Coban, per resoldre un conflicte local. Coban va sortir d'Ardabil cap al nord fins a Astara i després va seguir la riba de la mar Càspia en direcció sud; els sobirans d'Astara i Gaskar es van rendir sense lluita. Després es va reunir amb Oldjeitu. Pel seu costat Kutlugh va passar per la vall del Sefid Rud, fou atacat pels gilakis sent derrotat i mort. Mort Kutlugh Shah, Coban va adquirir la màxima influència a l'estat amb el grau d'emir al-ulus (comandant de la nació).